# جيرالد ميسليندر
جيرالد ميسليندر  (1 أكتوبر 1961 – 20 يونيو 2019) كان لاعب كرة قدم نمساوي. خلال مسيرته في النادي، لعب ميسليندر مع أدميرا واكر فيينا وتيرول إنسبروك والنمسا لوستيناو. كما ظهر مع منتخب النمسا لكأس العالم 1982 في إسبانيا.